# Oiseaux de passage

Oiseaux de passage est un film français réalisé par Gaston Roudès et sorti en 1925.

## Fiche technique
- Réalisation : Gaston Roudès
- Scénario : d'après une pièce de Lucien Descaves et Maurice Donnay
- Photographie : André Dantan
- Production :  Grandes Productions Cinématographiques
- Format : Noir et blanc — 35 mm — 1,33:1 — film muet
- Métrage : 2 700 m
- Date de sortie : 
  - France : 4 décembre 1925

## Distribution
- France Dhélia : Vera Levanoff
- Lucien Dalsace : Julien Lafarge
- Ménisvo : Gregoriev
- Marie-Ange Fériel : Mme Lafarge
- Arlette Verlaine : Tatiana
- Paul Ollivier : Guillaume Lafarge
- Léonce Cargue : Zakharine
- Albert Combes : Le prince Boglowski
- Anita Ruiz : Louise
- Arlette Symiane : Georgette
- Jean Garat : Charles Lafarge